# Чивитела Ровето
Чивитѐла Ровѐто (на италиански: Civitella Roveto, на местен диалект Civëtèllë , Чивътелъ) е малко градче и община в Южна Италия, провинция Акуила, регион Абруцо. Разположено е на 528 m надморска височина. Населението на общината е 3327 души (към 2012 г.).